# Rubus sapidus
Rubus sapidus là loài thực vật có hoa trong họ Hoa hồng. Loài này được Schltdl. miêu tả khoa học đầu tiên năm 1839.